# SN 2010jk
SN 2010jk – supernowa typu IIn odkryta 31 października 2010 roku w galaktyce A011236+1528. W momencie odkrycia miała maksymalną jasność 20,20m.